# Palura squamigera
Palura squamigera là một loài bướm đêm trong họ Noctuidae.